# Exchange (アルバム)
『exchange』（エクスチェンジ）は、日本の女性歌手、島みやえい子の同人ミニアルバム。2014年4月27日に発売された。

## 概要
- 前作『5TEARS Vol.3 ～Sweet Dragon～』から約4ヶ月ぶりとなるリリース。自主制作で、音系・メディアミックス同人即売会「M3」にて限定販売された。
- 島みやえい子自身の生徒である女性歌手・ASUKAとのコラボレーション盤で、島みやによる3曲、ASUKAによる3曲を含む計6曲が収録されている。収録曲には島みやが2曲の作詞・作曲をしており、ASUKAが初めて作詞に挑戦した楽曲を収録している[3]。
- 6曲目の「new song」は、以前『5TEARS Vol.3 ～Sweet Dragon～』に収録された原曲のカバーとなる。

## 収録曲
| #         | タイトル          | 作詞         | 作曲         | 編曲      | 歌           |      |
| --------- | ----------------- | ------------ | ------------ | --------- | ------------ | ---- |
| 1.        | 「scroll」        | 島みやえい子 | 横田昭       | 横田昭    | 島みやえい子 |      |
| 2.        | 「Serulean blue」 | 島みやえい子 | 横田昭       | 横田昭    | 島みやえい子 |      |
| 3.        | 「ずっと」        | 横田昭       | 横田昭       | 横田昭    | 島みやえい子 |      |
| 4.        | 「フリルの風」    | 島みやえい子 | 島みやえい子 | 新貝幸広  | ASUKA        |      |
| 5.        | 「サヨナラboy」   | ASUKA        | Green        | Green     | ASUKA        |      |
| 6.        | 「new song」      | 島みやえい子 | 島みやえい子 | Green     | ASUKA        |      |
| 合計時間: | 合計時間:         | 合計時間:    | 合計時間:    | 合計時間: | 合計時間:    | 0:00 |